# 821 Fanny
821 Fanny eller A916 GH är en asteroid i huvudbältet, som upptäcktes den 31 mars 1916 av den tyske astronomen Max Wolf. Det är inte känt vad eller vem asteroiden namngavs efter.
Fannys senaste periheliepassage skedde den 6 februari 2023. Dess rotationstid har beräknats till 5,44 timmar